# Herbert Hochheim
Herbert Hochheim (* 25. Januar 1952 in Berlin) ist ein ehemaliger deutscher Fußballspieler.

## Karriere
Fußballerisch groß geworden ist Herbert Hochheim bei Hertha Zehlendorf, für die er seit 1961 spielte. Dort gelang ihm in der A-Jugend mit seinen Mannschaftskameraden Norbert Stolzenburg, Peter Hanisch, Erwin Kunert, Ulrich Pfisterer, Bernd Hartfiel, Michael Rieger, Wolf-Dieter Ludwig, Bernhard Boehnke, „Pimpel“ Winter, Harald Bertz, Gerd Biermann, Lutz Hammer und Rüdiger Kullack am 12. Juli 1970 im Finale der deutschen A-Jugendmeisterschaft gegen den pfälzischen Vertreter TuS Altrip mit Manfred Kaltz ein 3:2-Sieg.
Hochheim rückte aus der Jugend direkt in das Regionalligateam der Zehlendorfer auf und spielte von 1970 bis 1972 an der Seite von Spielern wie Helmut Faeder, Michael Krampitz und Hans-Günter Schimmöller. Für Hertha Zehlendorf kam er in der damals zweitklassigen Regionalliga Berlin zu vier Einsätzen in der Saison 1970/71. Der Berliner SV 92 verpflichtete zur Runde 1972/73 das Talent aus Zehlendorf. Dort spielte der Mittelfeldspieler in der Regionalliga Berlin bis zum  Abstieg des BSV 92 im Jahr 1974. Für den BSV 92 schoss er in der Regionalliga Berlin 3 Tore in 27 Spielen. Auch danach spielte er noch bis 1980 für den BSV, bis zum Abstieg 1979 in der Amateur-Oberliga. Herbert Hochheim musste seine Karriere wegen erheblicher Knieschäden vorzeitig beenden.
1992 übernahm er das Training der D-Jugend beim SC Union Südost 1924, die er bis 1994 trainierte. Von 1994 bis 1996 trainierte er die C-Jugend, von 1996 bis 2000 die B-Jugend und von 2000 bis 2004 die A-Jugend des SC Union Südost. Nach zwölfjähriger Tätigkeit für den SC Union Südost übernahm er das Training der A-Jugend der SF Neukölln Rudow, die er bis 2006 trainierte. Danach trainierte er bis 2008 die 2. Mannschaft der SF Neukölln Rudow.
Im Jahr 2008 kehrte er zur SC Union Südost zurück, wo er bis 2010 Cheftrainer war. Von 2011 bis 2014 trainierte Hochheim die in der Kreisliga B spielenden 2. Herren des BSC Eintracht Südring 1931. In der Saison 2014/15 war er ein halbes Jahr lang Trainer des B-Kreisligisten BFC Germania 88. Von 2015 bis 2016 trainierte er erneut die SC Union Südost 1924 und war seit 2017 als Trainer der zweiten Mannschaft von FC Al-Kauthar Berlin 1990 bis 2024 tätig.